# 1900年民主党全国大会
1900年民主党全国大会 (1900 Democratic National Convention) は、1900年7月4日の週にミズーリ州カンザス・シティのコンヴェンション・ホールで開催された、大統領候補者指名大会である。

## 概要
同大会は、大統領候補としてウィリアム・ジェニングス・ブライアンを、副大統領候補としてアドレイ・E・スティーヴンソンを指名した。候補者は1900年の大統領選挙で共和党候補ウィリアム・マッキンリーとセオドア・ルーズベルトに敗北した。
米西戦争の英雄であるジョージ・デューイ提督が、「大統領職など気楽なものだ。法律を施行せよという議会の命令に従うのみなのだから」との発言が新聞に掲載されたことにより、5月に出馬を辞退した後は、ブライアンに反対する者はほとんどいなかった。
大会中最も強い反対は、ブライアンと対立したニューヨーク州のタマニー・ホールのリチャード・クローカーによるものであった。
大会はまた、王族の一員が初めて代表として出席したことを祝した。デーヴィッド・カワーナナコア（ハワイ王国の王位継承者）は、米国の最も新しい準州を代表した。デーヴィッド王子は、銀貨自由鋳造の項目を大会綱領に加えることに反対し、関係を断絶した。
民主党は、米西戦争で示された共和党の帝国主義とその拡大を非難する項目を、綱領に挿入した。
カンザス・シティは、1899年2月22日に開館した新たなコンヴェンション・ホールを用いて、この大会を開催した。同ホールは1900年4月4日に火事で倒壊したが、90日間で再建され、大会に間に合った。ハリー・S・トルーマンはこの大会で、給仕として勤務した。